# Beaucheff 1435
Beaucheff 1435 es el segundo bootleg de la banda chilena Los Prisioneros.

## Historia
Grabado entre julio y agosto de 1989 en Estudios Konstantinopla (propiedad de Carlos Cabezas), el título proviene del domicilio de Jorge González en aquella época, puesto que allí se compuso la mayoría de las canciones. Este disco es la maqueta del que originalmente sería el cuarto álbum de estudio de la banda. Sin embargo, Jorge González decidió descartar todas estas canciones y a finales de ese año viajó a Estados Unidos para grabar el cuarto disco por su cuenta, bajo la producción de Gustavo Santaolalla, con un puñado de composiciones propias, más personales y profundas, que en un primer momento no tenía pensado publicar. El resultado sería el aclamado Corazones (1990).
Beaucheff 1435 se caracteriza por su sonido oscuro, que contrasta completamente con el optimismo que se vivía en el país debido al ocaso de la dictadura militar. «Algunas de estas canciones iban en un camino distinto a lo que la banda acostumbraba. Melancólicas melodías, letras más íntimas y un par de tonadas bailables, todas lideradas por los sintetizadores y baterías programadas, destacándose piezas como “En forma de pez”, “Ella espera” y “Las sierras eléctricas”». El disco es considerado «una especie de continuación de la búsqueda sónica de La cultura de la basura», «con elementos del house —en boga por ese entonces—, más algunos momentos lúdicos como “Danza porque sí” y la rockabilly “El maldito día de sol“. Además, la aguda visión social de González tiene su espacio en “Las sierras eléctricas“, con la contraparte romántica de “En forma de pez“: una impresionante suite de 7 minutos y una especie de cruza entre Emmanuel y Martin Gore (Depeche Mode)».
Este disco nunca fue editado oficialmente, pero durante años circuló de mano en mano entre fanáticos de la banda. También se publicaron otros bootlegs bajo este rótulo (principalmente demos del primer disco solista de Jorge González grabados en 1992), e incluso el periodista Freddy Stock (autor del libro Corazones rojos, la biografía no autorizada de Los Prisioneros) llegó a afirmar que el original contenía el demo de «Amiga mía», lo cual resultó ser falso.
Algunos temas que nacieron de estas sesiones, pero que no aparecen en la maqueta, son «Simpatía por el terrorismo», «Amigo», «Yo no soy Buddy Holly», «(Sin título)» (grabado por González acompañado de una guitarra y una caja de ritmos), un cover de «La noche» de Salvatore Adamo (no confundir con «La noche/Historia oculta») que apareció en Ni por la razón, ni por la fuerza (1996) y una versión house de «Fresa salvaje» de Camilo Sesto, entre otros.

## Lista de canciones
Todas las canciones escritas y compuestas por Jorge González, excepto donde se indique. 
| N.º   | Título                                            | Vocalista principal         | Duración |  |
| 1.    | «Ella espera»                                     | Jorge González              | 3:51     |  |
| 2.    | «Fotos y autógrafos» (Claudio Narea-Miguel Tapia) | Miguel Tapia                | 3:36     |  |
| 3.    | «G.A.T.O.»                                        | Jorge González              | 3:55     |  |
| 4.    | «La noche (Historias ociosa)» (Miguel Tapia)      | Miguel Tapia                | 4:05     |  |
| 5.    | «El cobarde»                                      | Jorge González              | 1:50     |  |
| 6.    | «Danza porque sí» (Claudio Narea-Miguel Tapia)    | Claudio Narea, Miguel Tapia | 4:07     |  |
| 7.    | «Soy lo peor»                                     | Jorge González              | 4:25     |  |
| 8.    | «Las sierras eléctricas»                          | Jorge González              | 4:27     |  |
| 9.    | «Maldito día de sol»                              | Jorge González              | 5:19     |  |
| 10.   | «Esas mañanas»                                    | Jorge González              | 2:46     |  |
| 11.   | «En forma de pez»                                 | Jorge González              | 7:11     |  |
| 45:58 |                                                   |                             |          |  |

- «Ella espera», «Fotos y autógrafos», «El cobarde» y «Las sierras eléctricas» fueron incluidas en el compilado Ni por la razón, ni por la fuerza (1996). «Las sierras eléctricas», además, fue regrabada y lanzada como sencillo en 2001 con motivo de la reunión de Los Prisioneros. El videoclip de «El cobarde», dirigido por Vicente Ruiz y protagonizado por este y Patricia Rivadeneira (exmiembro y líder fundadora del grupo performatico CLEOPATRAS, inspirado por las performances de Vicente Ruiz, y con la colaboración de González como compositor), aparece en el documental biográfico que fue incluido en el VHS Grandes éxitos de 1992.
- «G.A.T.O.» se puede escuchar en algunas escenas del mismo documental. Este tema, junto a «En forma de pez», «Soy lo peor» y «Esas mañanas», fueron publicados oficialmente en el álbum recopilatorio de Jorge González Demos, en 2016.
- «La noche», también llamada «Historias ocultas», iba a ser incluida en Corazones, pero quedó descartada ya que Miguel Tapia no pudo viajar a Estados Unidos con González por problemas de visa. El tema apareció más tarde, con varias modificaciones en la letra y rebautizado como «Historia ociosa», en el primer disco de Jardín Secreto, la banda que formó Tapia con Cecilia Aguayo en 1993 tras la disolución de Los Prisioneros.
- «Danza porque sí» fue editada en 1992 en el disco debut de Profetas y Frenéticos (la banda creada por Claudio Narea luego de su salida de Los Prisioneros en 1990), con el nombre «(En este día aburrido) ¡Danza!». También se puede escuchar, en versión instrumental, en el cortometraje Lucho, un hombre violento (realizado por González y Narea en 1988) y brevemente en la canción «En la disco» del Ni por la razón, ni por la fuerza, que es un fragmento editado de la escena de la película en la que aparece la versión instrumental, siendo reemplazada por la versión original.
- «Esas mañanas» apareció como pista oculta en el primer disco solista de Jorge González, en 1993. Fue eliminada en la reedición en vinilo en 2012.